# Emy Roeder
Emy Roeder (Würzburg, 30 gennaio 1890 – Magonza, 7 febbraio 1971) è stata una scultrice tedesca.

## Biografia
Cominciò a studiare disegno e scultura nel 1908 e nel 1912 si trasferì a Darmstadt per studiare con lo sculture espressionista Bernhard Hoetger. Nel 1915 si trasferì a Berlino, dove entrò a far parte di un gruppo di artisti che incluedeva Käthe Kollwitz, Erich Heckel, Karl Schmidt-Rottluff ed Herbert Garble, che sposò nel 1920.
Nel 1918 si unì al Novembergruppe. La sua carriera le portò diversi successi durante gli anni venti e i primi anni trenta; nel 1936 vinse il Premio Villa Romana e trascorse un anno a Firenze. Mentre si trovava in Italia, in patria i nazisti aveva etichettato la Roeder come artista degenerata e le sue opere furono rimosse dai musei; molti dei suoi lavori realizzati prima della seconda guerra mondiale furono distrutti dai nazisti.
La scultrice trascorse la guerra a Firenze, ma nel 1944 fu arrestata dalla forze alleate in quanto tedesca e fu mandata in un campo di internamento a Padova. Qui le fu permesso di proseguire con le sue attività artistiche e realizzò diversi disegni sul tema "le bagnanti". Dopo la sua liberazione di recò a Roma, dove realizzò diversi bassorilievi sul modello dei disegni realizzati nel campo di prigionia. Nel 1949 la sua richiesta per la cittadinanza italiana fu respinta e la Roeder tornò in Germania, dove insegnò scultura all'Università delle belle arti di Amburgo.